# Nacarina pletorica
Nacarina pletorica är en insektsart som först beskrevs av Luisa Eugenia Navas 1919.  Nacarina pletorica ingår i släktet Nacarina och familjen guldögonsländor. Inga underarter finns listade i Catalogue of Life.